# Frank Schätzing
Frank Schätzing wymowaⓘ (ur. 28 maja 1957 w Kolonii) – niemiecki pisarz.
Najpopularniejszą jego powieścią jest Odwet oceanu (Der Schwarm).

## Życiorys
Ukończył studia na kierunku Komunikacja. Długi czas pracował w branży reklamowej, między innymi jako dyrektor do spraw kreacji, a później jako dyrektor główny firmy INTEVI w Kolonii.
Na początku lat 90 zostały opublikowane jego pierwsze nowele i satyry.
W roku 1995 został opublikowany jego pierwszy kryminał Tod und Teufel, a w roku 2000 thriller – Lautlos. Wydana w 2004 roku powieść Odwet oceanu (Der Schwarm) odniosła największy sukces.

## Twórczość

### Powieści
- Tod und Teufel; wydawnictwa: Emons, Köln 1995; Goldmann, München 2006, ISBN 3-89705-451-5
- Mordshunger; wydawnictwa: Emons, Köln 1996; Goldmann, München 2006, ISBN 3-442-45924-9
- Die dunkle Seite; wydawnictwa : Emons, Köln 1997; Goldmann, München 2007, ISBN 978-3-442-45879-0
- Keine Angst; wydawnictwa: Emons, Köln 1997; Goldmann, München 2007, ISBN 978-3-442-45923-0
- Lautlos; wydawnictwa: Emons, Köln 2000; Goldmann, München 2006, ISBN 3-442-45922-2
- Der Schwarm; wydawnictwa: Kiepenheuer & Witsch, Köln 2004; Fischer Taschenbuch, Frankfurt am Main 2005, ISBN 3-596-16453-2
- Limit; wydawnictwo: Fischer Taschenbücher Allgemeine Rheie 2011 Köln, ISBN 3-596-18488-6

### Ekranizacje
- Dunkele Seite oraz Mordshunger zekranizowane przez RTL
- Odwet oceanu -serial 2023 Viaplay

### Dokumentacje filmowe
- 2057. ZDF Expedition (2057 Unser Leben in der Zukunft)
- Interaktives Interview. Frank Schätzing über seine Rolle in der Doku 2057 und seine eigenen Zukunftsvisionen
- Die Rache der Ozeane. NDR, 2007
- Universum der Ozeane. ZDF, 2010

### Wyróżnienia
- 2002 – KölnLiteraturPreis
- 2004 – Corine (Literaturpreis); Sparte Belletristik
- 2005 – Kurd-Laßwitz-Preis; powieść Roku
- 2005 – Deutscher Science Fiction Preis za powieść Der Schwarm
- 2005 – Goldene Feder za powieść Der Schwarm
- 2005 – Deutscher Krimipreis za powieść Der Schwarm
- 2006 – Dr. Kurt Neven DuMont Medaille der Westdeutschen Akademie für Kommunikation
- 2007 – „Stein im Brett“- Preis des Berufsverbandes Deutscher Geowissenschaftler e.V. (BDG)